# Bérangère de Lagatinerie
Bérangère, Madeleine, Jacqueline Marrier de Lagatinerie, dite Bérangère de Lagatinerie est une actrice française, née le 5 avril 1968 à Paris et morte le 29 mars 1991 à Sceaux (France).
Elle est la fille de l'acteur Marc Porel, par conséquent une descendante de Réjane, célèbre comédienne de la fin du XIXe et du début du XXe siècle.
Elle a interprété, enfant, l'un des rôles principaux du film Trocadéro bleu citron, sorti en 1978.
Elle meurt d'un choc malencontreux à la tête peu avant ses 23 ans.

## Biographie

### Origines
Bérangère Madeleine Jacqueline Marrier de Lagatinerie naît en 1968 à Paris 15e dans une famille d'artistes. Elle est la fille aînée de l'acteur Marc Porel et de sa première épouse, la mannequin et actrice Bénédicte Lacoste. Elle est la petite-fille de l'acteur Gérard Landry et de l'actrice Jacqueline Porel ainsi que la nièce d'Anne-Marie, Jean-Marie et Jean-Pierre Périer.
Elle perd son père à l'âge de 15 ans.

### Brève carrière d'actrice
Bérangère de Lagatinerie est remarquée en 1978 à l'âge de 10 ans pour sa composition de Caroline dans Trocadéro bleu citron, premier film du réalisateur Michaël Schock, avec Anny Duperey, Martine Sarcey et Henri Garcin.
Poursuivant ses études au lycée Lakanal de Sceaux puis à la faculté des lettres de la Sorbonne, c'est l'unique film auquel elle a participé durant sa brève carrière cinématographique.

### Mort

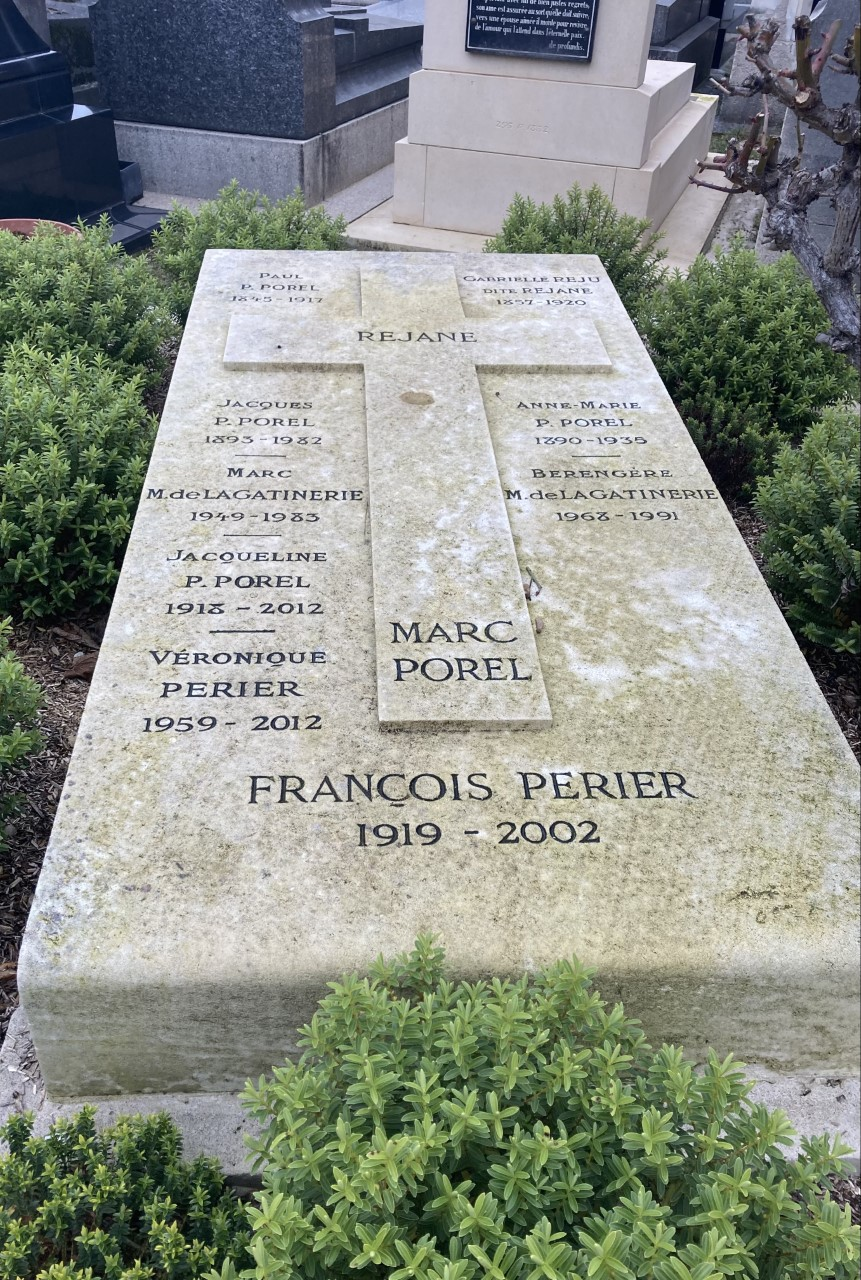
La première sépulture de Bérangère de Lagatinerie au cimetière de Passy, de 1991 à 2006. Bérangère de Lagatinerie repose ensuite au cimetière ancien de Vincennes.

Le 27 mars 1991, la voiture dans laquelle Bérangère de Lagatinerie circule avec une amie tombe en panne. Les deux jeunes femmes décident de pousser le véhicule sur le bas-côté de la route alors qu'il pleut. Les mains de Bérangère de Lagatinerie glissent sur la carrosserie mouillée et perdant l'équilibre, sa tête heurte le coffre de l'automobile. Tombant immédiatement dans le coma, elle est transférée à l'hôpital le plus proche où son état reste stable pendant deux jours puis se dégrade le troisième jour. Le 29 mars 1991 à Sceaux, une semaine avant son 23e anniversaire, elle est emportée par un accident vasculaire cérébral.
Elle est inhumée dans un premier temps (jusqu'en 2006) à Paris au cimetière de Passy dans le caveau de son aïeule Réjane, aux côtés de son père Marc Porel. Elle est ensuite réinhumée dans le caveau des Lacoste, famille de sa mère, au cimetière ancien de Vincennes (8e division, 1re ligne, 14e tombe, concession 2954). Son nom est gravé sur la pierre tombale des deux caveaux.

## Filmographie

### Cinéma
- 1978 : Trocadéro bleu citron de Michaël Schock[b] : Caroline Lépervier